# Scorpion Air
Scorpion Air was een Bulgaarse vrachtluchtvaartmaatschappij met thuisbasis in Sofia.

## Geschiedenis
Scorpion Air werd in 1990 opgericht door de Scorpions Company.
Haar bedrijfscertificaat is op 21 juni 2007 ingetrokken.

## Vloot
De vloot van Scorpion Air bestond in januari 2007 uit:
- 2 Antonov N-12BP
- 5 Antonov AN-26 (A)